# El rey de la montaña (película de 2023)
El rey de la montaña es una película colombiana de 2023, dirigida por Camilo Vega y protagonizada por Variel Sánchez, Andrea Gómez, Sebastián Gaitán, Gonzalo Vivanco, Matías Maldonado y Santiago Guzmán. Se estrenó en las salas de cine colombianas el 14 de septiembre de 2023.

## Sinopsis
Cuando Pedro Cuesta era apenas un niño, su padre sufrió un accidente en su bicicleta que le causó paraplejía. Encargado de sacar adelante a la familia ante la discapacidad física de su padre, Pedro debe escoger entre seguir una carrera en el ciclismo o dedicarse al cultivo de papa para llevar el sustento a su hogar.

## Reparto
- Variel Sánchez es Joaquín Cuesta
- Sebastián Gaitán es Pedro Cuesta
- Andrea Gómez es Esperanza Torres
- Matías Maldonado es Pompilio
- Gonzalo Vivanco es Pepe
- Mariana Mozo es Paulina
- Tomás Marín es Sergio
- Isabella Gómez es Gabriela